# XP-52 (航空機)
XP-52 / XP-59
XP-59の模型
- 用途：戦闘機
- 分類：陸上戦闘機
- 製造者：ベル・エアクラフト社
- 運用者： アメリカ陸軍航空軍（予定）
- 生産数：0機
- 退役

  - 1940年10月（XP-52、計画中止）
  - 1941年11月25日（XP-59、計画中止）
- 運用状況：未就役

XP-52（Bell XP-52 ）は、第二次世界大戦中にアメリカのベル社が計画した戦闘機。実機の製作はされなかった。
XP-59（Bell XP-59 ）は、XP-52の発展型として計画された戦闘機。XP-52同様に実機は製作されなかった。

## 概要
1939年に、ベル社がモデル16として自主開発した双胴機で、空気抵抗軽減の為にコックピットを埋め込み式にして双胴の中央に倒立V型エンジンのXIV-1430(en:Continental I-1430)を2重反転プロペラで推進式に搭載するユニークな設計だった。
1940年に試作機6機が発注されたものの、翌年11月にはより信頼性の高いR-2800に換装した発展型XP-59に発注を切り替えられ、XP-52はモックアップも完成しないまま製作中止となった。また、XP-59の方もP-47やP-51の登場により不要とされて計画中止となっている。ただ「P-59」という名称は、同時期に開発していたジェット戦闘機(P-59)の存在を秘匿する為に再利用されている。

## 計画値

### XP-52
- 乗員:1名
- 全幅:10.67 m
- 全長:10.36 m
- 全高:2.82 m
- 翼面積:21.60 m2
- 重量:2,939 kg
- 全備重量:3,969 kg
- 発動機:コンチネンタル XIV-1430-5 液冷12気筒 1,250 hp
- 最高速度:684 km/h
- 実用上昇限度:12,192 m
- 航続距離:1,545 km
- 武装
  - 12.7mm 機銃×6
  - 20mm 機銃×2

### XP-59
- 乗員:1名
- 全幅:12.19 m
- 全長:11.36 m
- 全高:3.66 m
- 翼面積:26.60 m2
- 重量:3,611 kg
- 全備重量:4,746 kg
- 発動機:P&W R-2800-23 空冷18気筒 2,000 hp
- 最高速度:733 km/h
- 実用上昇限度:11,582 m
- 航続距離:1,368 km
- 武装
  - 12.7mm 機銃×6
  - 20mm 機銃×2